# Баньян-гарден

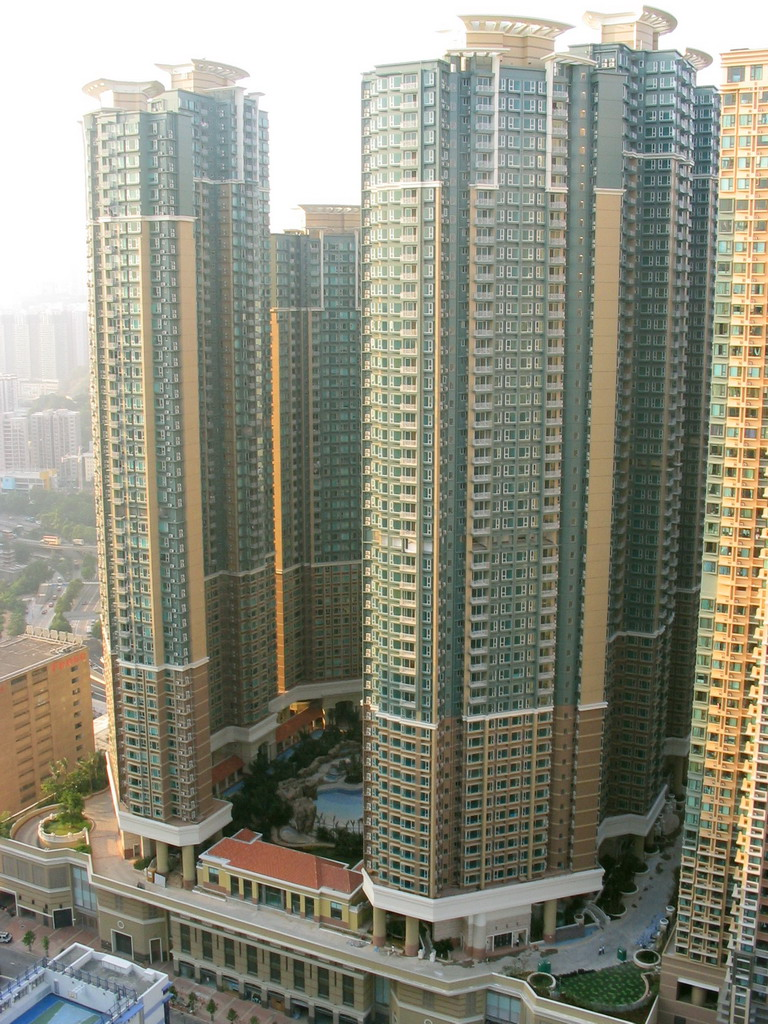
Баньян-гарден

Баньян-гарден (Banyan Garden, 泓景臺) — крупный жилой комплекс, расположенный в Гонконге, в округе Самсёйпоу. Построен в 2001—2003 годах в стиле модернизма, архитектором выступила компания Ho & Partners Architects Limited. В первой фазе комплекса (башни 1—3) насчитывалось 1072 квартиры и почти 700 парковочных мест. На крыше подиума обустроен сад, включающий несколько открытых бассейнов и водопадов. В состав клубхауса входят зона отдыха, финтес-центр, корт для сквоша и игровая детская площадка. 
Комплекс «Баньян-гарден» состоит из семи высотных жилых башен: трёх 57-этажных башен высотой 191 метр, 54-этажной башни высотой 183 метра, 53-этажной башни высотой 180 метров и двух 47-этажных башен высотой 162 метра. Девелопером комплекса является компания Cheung Kong Holdings.   